# Tidsaxel över Tongas historia
Detta är en tidslinje över Tongas historia.
- Ca 800 före Kristus: Under denna period kom de första Lapita-bosättarna till Tonga.
- Ca 200 före Kristus: Upptäcktsresande från Tonga, Samoa och Fiji upptäcker östra delarna av Polynesien.
- Tidigt 900-tal: ʻAhoʻeitu grundar Tongaimperiet.
- 1000-talet: Imperiet expanderar under Tuʻi Tonga Momo. Samoa och delar av Fiji blir en del av imperiet.
- 1100-talet: Muʻa blir huvudstad i imperiet.
- 1200-talet: Haʻamonga ʻa Maui byggs under Tuʻi Tonga Tuʻitātui.
- Ca 1250: Samoiska rebeller bryter sig loss från Tonga-imperiet. Malietoa-dynastin grundas i Samoa. Tongaimperiet börjar att brytas ner.
- Ca 1470: Tongaiterna tvingas släppa ifrån sig makten över ʻUvea och Futuna.
- April 1616: Willem Schouten och Jacob Le Maire besöker Niuas.
- Januari 1643: Abel Tasman besöker Tongatapu och Haʻapai.
- 1773: Första besöket av kapten James Cook. Han gav öarna namnet Vänskapsöarna och återkommer följande år.
- 1777: James Cook besöker Tonga för tredje gången och träffar Tuʻi Kanokupolu, Tuʻihalafatai.
- 1781 upptäckte spanjoren Francisco Antonio Maurelle Vavauöarna.
- 1845 bildades en polynesisk monarki som fick namnet Vänskapsöarna under George Tupou I som tog titeln Tu'i Kanokupolu.
- 1865 avled den siste Tu'i Tonga och 1875 grundades det nya kungariket Tonga under George Tupou I, vars ättlingar är Tongas monarker än idag.
- 1886 deklarerades Tonga vara neutralt territorium under stormakternas expansion i området
- Genom Berlinfördraget 1899 gavs Tonga status som brittiskt protektorat, dock utan att bli en koloni.
- 1900 blev Tonga formellt ett protektorat och del av Brittiska Västra Stillahavsterritoriet.
- 1952 lämnade Tonga protektoratet
- 1970 blev Tonga åter en självständig monarki. Landet anslöt sig till det brittiska Samväldet.
- 1999 blev Tonga medlem av Förenta nationerna.
- 10 september 2006 dog kung Taufa'ahau Tupou IV på Mercy Hospital i Auckland. Hans son övertog tronen som George Tupou V.
- 29 juli 2008 avskaffade kung George Tupou V den absoluta monarkin och lämnade ifrån sig merparten av sina befogenheter till premiärministern.
- 15 januari 2022 inträffade ett stort vulkanutbrott vid ön Hunga Tonga, vilket utlöste en tsunami som orsakade stora skador även i andra delar av Tonga.[1]